# Bielski (herb książęcy)
Bielski (Bielski II) – polski, herb książęcy, o niewiadomej barwie. Herb własny rodziny Bielskich.

## Opis herbu

### Opis historyczny
Juliusz Ostrowski opisuje herb w sposób następujący:

W polu barwy niewiadomej nad barkiem półksiężyca i pomiędzy jego rogami sześciopromienna gwiazda. Nad tarczą mitra.

### Opis współczesny
Opis skonstruowany współcześnie brzmi następująco:
Na tarczy w polu barwy niewiadomej półksiężyc barkiem w górę, nad nim i między jego ramionami po sześcioramiennej gwieździ.
Całość otacza płaszcz heraldyczny, podbity gronostajem.
Płaszcz zwieńcza mitra książęca.

## Geneza
Juliusz Ostrowski twierdzi, że herb został przyniesiony z Moskwy do Polski w końcu XV Wieku. Według Kaspra Niesieckiego, Bielscy to kniaziowie moskiewscy, których przyjęła Polska w XVI wieku, a z uwagi na ich książęce (kniaziowskie) pochodzenie, ma przysługiwać im herb książęcy. Osiedlili się na terenie Litwy, niektórzy historycy doszukują się w nich potomków Giedymina.

## Herbowni
Informacje na temat herbownych w artykule sporządzone zostały na podstawie wiarygodnych źródeł, zwłaszcza klasycznych i współczesnych herbarzy. Należy jednak zwrócić uwagę na częste zjawisko przypisywania rodom szlacheckim niewłaściwych herbów, szczególnie nasilone w czasie legitymacji szlachectwa przed zaborczymi heroldiami, co zostało następnie utrwalone w wydawanych kolejno herbarzach. Identyczność nazwiska nie musi oznaczać przynależności do danego rodu herbowego. Przynależność taką mogą bezspornie ustalić wyłącznie badania genealogiczne.
Pełne listy herbownych nie są dziś możliwe do odtworzenia, także ze względu na zniszczenie i zaginięcie wielu akt i dokumentów w czasie II wojny światowej (m.in. w czasie powstania warszawskiego w 1944 spłonęło ponad 90% zasobu Archiwum Głównego w Warszawie, gdzie przechowywana była większość dokumentów staropolskich). Nazwisko znajdujące się w artykule pochodzi z Herbarza polskiego, Tadeusza Gajla. Występowanie danego nazwiska w artykule nie musi oznaczać, że konkretna rodzina pieczętowała się herbem Bielski. Często te same nazwiska są własnością wielu rodzin reprezentujących wszystkie stany dawnej Rzeczypospolitej, tj. chłopów, mieszczan, szlachtę. Herb Bielski jest herbem własnym, wiec do jego używania uprawniona jest zaledwie jedna rodzina: Bielscy.

### Znani herbowni
- Iwan Bielski – książę na Bielsku, namiestnik Nowogrodu Wielkiego w latach 1444–1446.